# Хабиби, Имам Али
Имам Али Хабиби Гударжи (перс. امامعلی حبيبی گودرزی‎; род. 27 мая 1931 или 13 апреля 1931, Баболь, Мазендеран) — иранский борец вольного стиля, чемпион Олимпийских игр, трёхкратный чемпион мира, чемпион Азиатских игр.

## Биография
Молодого потенциального борца обнаружил на севере Ирана известный тренер и пропагандист борьбы в Иране Хуссейн Болюр. Он перевёз его в Тегеран, где устроил уборщиком в полицейский участок и начал тренировать. Вскоре худой и жилистый Имам Али Хабиби начал побеждать всех своих соперников, в том числе и более тяжёлых.
На Летних Олимпийских играх 1956 года в Мельбурне боролся в категории до 67 килограммов (лёгкий вес). Выбывание из турнира проходило по мере накопления штрафных баллов. Схватку судили трое судей, за чистую победу штрафные баллы не начислялись, за победу по очками при любом соотношении голосов начислялся 1 штрафной балл, поражение по очками при любом соотношении голосов или чистое поражение карались 3 штрафными баллами. Если борец набирал 5 или более штрафных баллов, он выбывал из турнира. Когда оставалось только три борца, они разыгрывали между собой медали (если не встречались в схватках до финального раунда). После начала финальных схваток, борцы могли продолжать выступления имея и более пяти штрафных баллов. Титул оспаривали 19 человек. К финальной схватке у Имама Али Хабиби остался единственный конкурент в борьбе за «золото» — советский борец Алимбег Бестаев. Победитель схватки получал первое место, проигравший — только третье. Через две минуты времени схватки Имам Али Хабиби сумел провести быстрый приём в партере и положить Бестаева на лопатки.
| Круг | Соперник           | Страна                                    | Результат | Основание                | Время схватки |
| ---- | ------------------ | ----------------------------------------- | --------- | ------------------------ | ------------- |
| 1    | Улле Андерберг     | Швеция                                    | Победа    | Туше (0 штрафных баллов) | 4:35          |
| 2    | Дьюла Тот          | Венгрия                                   | Победа    | 3-0 (1 штрафной балл)    | -             |
| 3    | Роже Бьель         | Франция                                   | Победа    | 3-0 (1 штрафной балл)    | -             |
| 4    | Гарибальдо Ниццола | Италия                                    | Победа    | 3-0 (1 штрафной балл)    | -             |
| 5    | Сигэру Касахара    | Япония                                    | Победа    | 3-0 (1 штрафной балл)    | -             |
| 6    | Алимбег Бестаев    | Союз Советских Социалистических Республик | Победа    | Туше (0 штрафных баллов) | 2:00          |

На Олимпийских играх 1960 года в Риме боролся в категории до 73 кг (полусредний вес). Выбывание из турнира проходило по мере накопления штрафных баллов. За чистую победу штрафные баллы не начислялись, за победу по очками при любом соотношении голосов начислялся 1 штрафной балл, любое поражение по очкам каралось 3 штрафными баллами, чистое поражение — 4 штрафными баллами. В схватке могла быть зафиксирована ничья, тогда каждому из борцов начислялись 2 штрафных балла. Если борец набирал 6 или более штрафных баллов, он выбывал из турнира. Титул оспаривали 23 человека. Хабиби был явным фаворитом турнира, и постепенно продвигался к финалу. Однако в пятом круге на третьей минуте схватки с Дугласом Блюбау из США попался на «туше». Всё начало схватки иранский борец атаковал, бросая Блюбау на ковёр, в результате чего американский борец неоднократно попадал на «мост», но каждый раз уходил. В очередной раз проходя в ноги соперника, Хабиби прозевал контрприём Блюбау, который удачно поймал движение иранца, выполнил переворот и «втёр его лопатками в ковёр». «У Хабиби не было никакого выхода. Дуг просто был очень силён». Иранский борец остался на 4 месте.
| Круг | Соперник           | Страна                    | Результат | Основание                  | Время схватки |
| ---- | ------------------ | ------------------------- | --------- | -------------------------- | ------------- |
| 1    | Чой Мен Чен        | Республика Корея          | Победа    | Туше (0 штрафных баллов)   | 1:45          |
| 2    | Оке Карлссон       | Швеция                    | Победа    | По очкам (1 штрафной балл) | -             |
| 3    | Мухаммад Башир     | Пакистан                  | Победа    | По очкам (1 штрафной балл) | -             |
| 4    | Гаэтано Ди Вескови | Италия                    | Победа    | По очкам (1 штрафной балл) | -             |
| 5    | Дуглас Блюбау      | Соединённые Штаты Америки | Поражение | Туше (3 штрафных балла)    | 2:37          |

После окончания карьеры стал политиком, входил в состав Меджлиса. Кроме того, Имам Али Хабиби организовал кинокомпанию и снялся в главной роли в автобиографическом художественном фильме Мазандаранский тигр (1968), а также ещё в трёх художественных фильмах. Впоследствии эмигрировал, сейчас проживает в Далласе, штат Техас, США. В октябре 2013 года посетил в качестве почётного гостя VI Международный турнир по вольной борьбе памяти Дмитрия Коркина, состоявшийся в Якутске.

«Иранец Имам Али Хабиби удивлял своей агрессивностью и силой. Никаких тактических переигрываний он не признавал, только бой с открытым забралом»— C.Преображенский «В жарких схватках»
.

«Это горячий, стремительный человек, не тратящий время попусту. Он атаковал с первой же секунды и до конца поединка. Он не признавал выжидательной борьбы и никогда не прибегал к такой тактике. В стойке он стремительно и ловко бросал „мельницей“ влево, сбивал соперников приёмами с захватами ног. Удивительная быстрота позволяла ему проникать сквозь защиту соперника беспрепятственно и заставать того врасплох» — Иранские борцы  (недоступная ссылка — история, копия)
.

## Интересные факты
В 1980 году в матче по борьбе в средней школе сыновья Хабиби и Дугласа Блюбау, победившего его на Олимпийских играх 1960 года, соревновались за противоположные команды, хотя и не боролись друг с другом напрямую.